# Perkebunan Bandar Selamat
Perkebunan Bandar Selamat is een bestuurslaag in het regentschap Asahan van de provincie Noord-Sumatra, Indonesië. Perkebunan Bandar Selamat telt 2428 inwoners (volkstelling 2010).